# Ahmed Tijan
Ahmed Tijan Janko (28 de abril de 1995) é um jogador de vôlei de praia gambiano naturalizado qatari medalhista de bronze nos Jogos Olímpicos de Verão de 2020.

## Carreira
Em 2016 formava dupla com o brasileiro Júlio César Jr. quando disputaram a edição dos Jogos Asiáticos de Praia cuja sede foi  Da Nang, ocasião que obtiveram a medalha de prata.
Ao lado de Cherif Younousse conquistou a medalha de ouro na edição dos Jogos Asiáticos de 2018 sediadas nas cidades Jacarta e Palembang.